# Antoine Sivard de Beaulieu
Pour les articles homonymes, voir Beaulieu.
Pierre Louis Antoine, chevalier Sivard de Beaulieu, né le 1er septembre 1767 à Valognes et mort le 26 mars 1826 à Paris, est un homme politique français.

## Biographie
Fils de Charles Sivard de Beaulieu (1742-1810), lieutenant-général du bailliage de Valognes et  secrétaire du Roi, Antoine Sivard de Beaulieu quoique monarchiste, embrasse avec ardeur la cause et les idées modérées de la Révolution française.
À la chute des Girondins (journées du 31 mai et du 2 juin 1793), il fut incarcéré à Valognes avec son père (maire de la ville en 1790-1791), et ne dut la liberté et la vie qu'au coup d'État du 9 thermidor an II.
Élu, le 24 germinal an V, député de la Manche au Conseil des Cinq-Cents, il prit parti pour les Clichyens, et vit son élection annulée au 18 fructidor an V, comme entachée de royalisme.
Après le 18 brumaire an VIII, on lui propose le poste de préfet du Léman, mais il préfère une nomination comme administrateur des monnaies (6 germinal an VIII), et membre de la Légion d'honneur (14 brumaire an XIII). Il conserva ses fonctions à la Monnaie sous la Restauration, jusqu'à sa mort.
Il entre à la Société nationale académique de Cherbourg en 1817. 
Élu, le 20 octobre 1818, député du grand collège de la Manche, il prit place à l'opposition libérale, fut témoin de l'attentat dont Casimir Perier et Benjamin Constant faillirent être victimes de la part de la jeunesse royaliste,, et appuya la proposition de Camille Jordan, demandant que « prompte justice soit faite de ces tentatives scandaleuses » ; il vota contre les deux lois d'exception et contre le nouveau système électoral.
Il échoua dans le 4e arrondissement électoral de la Manche (Valognes) le 13 novembre 1822, conte M. Avoyne de Chantereine, élu, et M. Duparc de Barville, et ne fut pas plus heureux, le 25 février 1824, contre M. Avoyne, député sortant, et M. Duparc de Barville.
Parent de Lebrun, le futur duc de Plaisance (il était le gendre de Lebrun de Rochemont), Henriette Le Brun, future comtesse de Rochemont, Sivard de Beaulieu s'occupe de travaux agricoles dans ses propriétés à Valognes et devient correspondant du conseil d'agriculture près le ministère français de l'Intérieur. Cofondateur de la Société pour l'amélioration des prisons, il est membre de la Société d'encouragement pour l'industrie nationale et de celle de l'enseignement élémentaire.
Il meurt d'une « rupture au foie » à Paris le 26 mars 1826.
Son fils, Jean-Louis Sivard de Beaulieu (1800-1867), donne aujourd'hui son nom à un lycée situé à Carentan-les-Marais.

## Ascendance et postérité

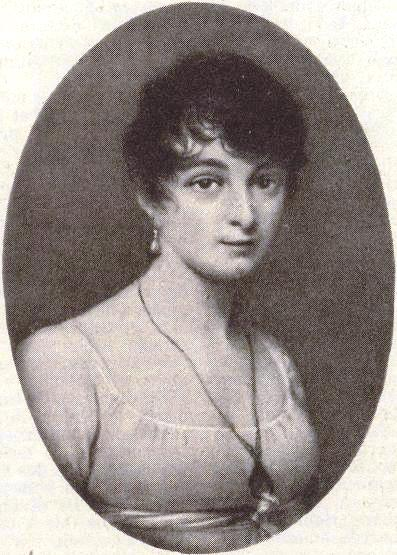
Henriette Le Brun de Rochemont († 1836)

Fils du lieutenant-général du bailliage de Valognes, Charles Sivard de Beaulieu, le chevalier Sivard de Beaulieu avait épousé Marie Charlotte Jeanine Henriette ( † 1836), fille du comte Jean-Baptiste Lebrun de Rochemont (1736-1822), député de la Manche au Corps législatif (Consulat), sénateur (Premier Empire), pair de France (1814, 1815-1822). 
- Ensemble, ils eurent :
  - une fille, marié avec Amédée, 2e baron Girod de l'Ain (1781-1847), député d'Indre-et-Loire (1827) et président de la Chambre, ministre de l'Instruction publique (1832), pair de France et président du Conseil d'État (1832), garde des Sceaux (1839).
  - Antoinette Léontine (° 25 mars 1802 - Valognes † 14 janvier 1885 - Paris), mariée, le 30 novembre 1821, avec Auguste Jean Marie Pierron de Mondésir (° 27 août 1790 - Paris † 8 février 1870), polytechnicien (X1809), lieutenant-colonel du génie, dont postérité Georges-Léon Piarron de Mondésir.
  - Jean-Louis Antoine Ernest (° 12 juin 1800 - Paris † 1867),  conseiller référendaire de 2e classe à la Cour des comptes, maire de Carentan (1848-1852) et conseiller général de la Manche.